# María Nela Prada Tejada
María Nela Prada Tejada   (Santa Cruz de la Sierra, 24 de gener de 1981) és una diplomàtica i política boliviana. Des del 9 de novembre de 2020 és la Ministra de la Presidència de Bolívia durant el govern del president Luis Arce.

## Trajectòria
María Nela Prada va començar els seus estudis escolars el 1986 i va acabar el batxillerat al col·legi catòlic UBOLDI de la seva ciutat natal el 1998. Va créixer en una família vinculada a la política boliviana, ja que el seu pare va ser el polític Ramón Prada Vacadiez d'Acció Democràtica Nacionalista, que va ser prefecte del departament de Santa Cruz entre 1997 i 1999. La seva mare és l'exdiputada del Moviment al Socialisme Betty Tejada, que va ser la Presidenta de la Cambra de Diputats de Bolívia durant el 2014.
Prada és llicenciada en Relacions Internacionals i va ser directora de gabinet del Ministeri d'Economia i Finances Públiques durant la gestió de Luis Arce com a ministre del govern d'Evo Morales.